# Horornis
Horornis és un gènere d'ocells, de la família dels cètids (Cettiidae).

## Taxonomia
No hi ha consens taxonòmic sobre la família a la que pertany Horornis. Segons la llista mundial d'ocells del Congrés Ornitològic Internacional (versió 13.2, 2023) aquest gènere està inclòs en els cètids (Cettidae). Ja el Handook of the Birds of the World i la quarta versió de la BirdLife International Checklist of the birds of the world (Desembre 2019), consideren que estaria inclòs en els escotocèrtids (Scotocercidae).

## Llistat d'espècies
Segons la classificació del Congrés Ornitològic Internacional (versió 13.2, 2023), aquest gènere conté 12 espècies:
- Horornis seebohmi - rossinyol bord de Luzon.
- Horornis diphone - rossinyol bord del Japó.
- Horornis canturians - rossinyol bord de Corea.
- Horornis annae - rossinyol bord de les Palau.
- Horornis carolinae - rossinyol bord de les Tanimbar.
- Horornis parens - rossinyol bord de Makira.
- Horornis haddeni - rossinyol bord de l'illa de Bougainville.
- Horornis ruficapilla - rossinyol bord de les Fiji.
- Horornis fortipes - rossinyol bord muntanyenc.
- Horornis brunnescens - rossinyol bord de l'Himàlaia.
- Horornis acanthizoides - rossinyol bord ventregroc.
- Horornis flavolivaceus - rossinyol bord verd-i-groc.